# Олів'є Жан
Олів'є Жан (фр. Olivier Jean; нар. 15 березня 1984, Лашене, Квебек, Канада) — канадський ковзаняр, спеціаліст із шорт-треку, олімпійський чемпіон. 
Золоту олімпійську медаль та звання олімпійського чемпіона Олів'є Жан здобув на іграх у Ванкувері в складі канадської естафетної команди на дистанції 5000 м. 
Олів'є відомий своїми дредами і любов'ю до музики реґі, яка за його словами допомагає йому бігати швидше. 